# L'agent nocturn
L'agent nocturn (títol original en anglès, The Night Agent) és una sèrie de televisió de thriller d'acció estatunidenca creada per Shawn Ryan basada en la novel·la homònima de Matthew Quirk. La primera temporada es va estrenar a Netflix el 23 de març de 2023, amb subtítols al català. La sèrie va esdevenir la tercera nova sèrie més vista a Netflix en els seus primers quatre dies, i en una setmana es va renovar per a una segona temporada. En un mes, es va convertir en la sisena sèrie més vista de la plataforma. L'octubre de 2024, abans de l'estrena de la segona temporada, la sèrie es va renovar per a una tercera temporada. La segona temporada es va estrenar el 23 de gener de 2025 i Netflix va incorporar el doblatge en català de les dues primeres entregues.

## Repartiment

### Protagonistes
- Gabriel Basso com a Peter Sutherland
- Luciane Buchanan com a Rose Larkin
- Fola Evans-Akingbola com a Chelsea Arrington
- Sarah Desjardins com a Maddie Redfield
- Eve Harlow com a Ellen
- Phoenix Raei com a Dale
- Enrique Murciano com a Ben Almora
- D. B. Woodside com a Erik Monks
- Hong Chau com a Diane Farr

### Secundaris
- Andre Anthony com a Matteo
- Christopher Shyer com a vice president Redfield
- Kari Matchett com a pPresident Travers

## Capítols
| Núm. | Títol               | Direcció          | Guió                      | Data d'estrena original |
| ---- | ------------------- | ----------------- | ------------------------- | ----------------------- |
| 1    | «The Call»          | Seth Gordon       | Guió de : Shawn Ryan      | 23 de març de 2023      |
| 2    | «Redial»            | Seth Gordon       | Shawn Ryan                | 23 de març de 2023      |
| 3    | «The Zookeeper»     | Guy Ferland       | Munis Rashid & Shawn Ryan | 23 de març de 2023      |
| 4    | «Eyes Only»         | Ramaa Mosley      | Seth Fisher               | 23 de març de 2023      |
| 5    | «The Marionette»    | Guy Ferland       | Corey Deshon              | 23 de març de 2023      |
| 6    | «Fathoms»           | Ramaa Mosley      | Imogen Browder            | 23 de març de 2023      |
| 7    | «Best Served Cold»  | Adam Arkin        | Tiffany Shaw Ho           | 23 de març de 2023      |
| 8    | «Redux»             | Adam Arkin        | Rachel Wolf               | 23 de març de 2023      |
| 9    | «The Devil We Know» | Millicent Shelton | Munis Rashid              | 23 de març de 2023      |
| 10   | «Fathers»           | Millicent Shelton | Seth Fisher               | 23 de març de 2023      |

## Producció
El 24 de desembre de 2020, es va revelar que Sony Pictures Television havia de produir l'adaptació de la sèrie de televisió de la novel·la de Matthew Quirk The Night Agent, amb Shawn Ryan com a guionista. El 21 de juliol de 2021, la sèrie va ser adquirida per Netflix, i Seth Gordon dirigiria el pilot i la produiria en la seva totalitat amb Ryan, Marney Hochman, Julia Gunn, James Vanderbilt, William Sherak, Paul Neinstein, Nicole Tossou i David. Beaubaire. Es va estrenar a Netflix el 23 de març de 2023.